# Charles Leclerc
Charles Marc Hervé Perceval Leclerc (Montecarlo, Mònaco; 16 d'octubre de 1997), més conegut com a Charles Leclerc és un pilot d'automobilisme monegasc. És pilot de la Scuderia Ferrari en la Fórmula 1 des del 2019.
Fou campió del Campionat de Fórmula 2 de la FIA amb l'equip Prema, i pilot d'Alfa Romeo Sauber F1 Team la temporada 2018.El setembre del 2018, es va confirmar que Leclerc seria company de Sebastian Vettel i substitut de Kimi Räikkönen a la Ferrari a partir de 2019.

## Vida personal
Leclerc era un amic d'infància de Jules Bianchi i va començar al karting a la pista on treballava el pare de Bianchi a Brinhòla. Com Jules, Leclerc es va unir a l'empresa de gestió All Road Management, encapçalada per Nicolas Todt.
El seu pare, Herve Leclerc, va ser pilot en la seva joventut, i va morir el juny de 2017 a causa d'una malaltia. Els seus germans, Lorenzo i Arthur, també es van dedicar a la competició.

## Carrera

### Karting
Nascut a Mònaco, Leclerc va començar la seva carrera de kàrting l'any 2005, guanyant el Campionat PACA de França els anys 2005, 2006 i 2008. L'any 2009 es va convertir en campió de cadets del campionat francès abans d'ascendir a la KF3 el 2010, on va guanyar la Copa Kart Junior de Mònaco. Va continuar a la classe KF3 pel 2011, guanyant aquesta categoria del Campionat Mundial de Karting, entre altres títols. Durant aquest any, Leclerc es va convertir en membre de la companyia ARM.
Leclerc va guanyar a la categoria KF2 l'any 2012 amb l'equip d'ART Grand Prix, guanyador del títol WSK Euro Series, així com segon al Campionat Europeu KF2 de CIK-FIA i en el Campionat Mundial de Karting sub-18 de CIK-FIA.
En el seu últim any de karting, el 2013, Leclerc va obtenir la sisena posició en el Campionat d'Europa KZ de CIK-FIA i va acabar segon en el Campionat Mundial KZ de CIK-FIA, darrere de l'actual pilot de Red Bull Racing, Max Verstappen.

### Fórmula Renault 2.0
Leclerc va debutar amb els monoplaces l'any 2014, competint en el campionat de Fórmula Renault 2.0 Alps per a l'equip britànic Fortec Motorsports. Durant la temporada, va aconseguir set podis, incloent-hi una doble victòria a Monza, per acabar segon en el campionat darrere de Nyck de Vries. Leclerc també va guanyar el títol de Millor pilot novell a l'última carrera de la temporada a Xerès, acabant per davant del rus Matevos Isaakyan.
Leclerc també va participar en una temporada parcial de l'Eurocopa de Fórmula Renault 2.0 amb Fortec com a pilot convidat. En les sis curses que va disputar, va acabar tres vegades en el podi, ocupant el segon lloc al circuit de Nürburgring, seguit d'un parell de segons llocs a Hungaroring.

### Campionat Europeu de Fórmula 3 de la FIA

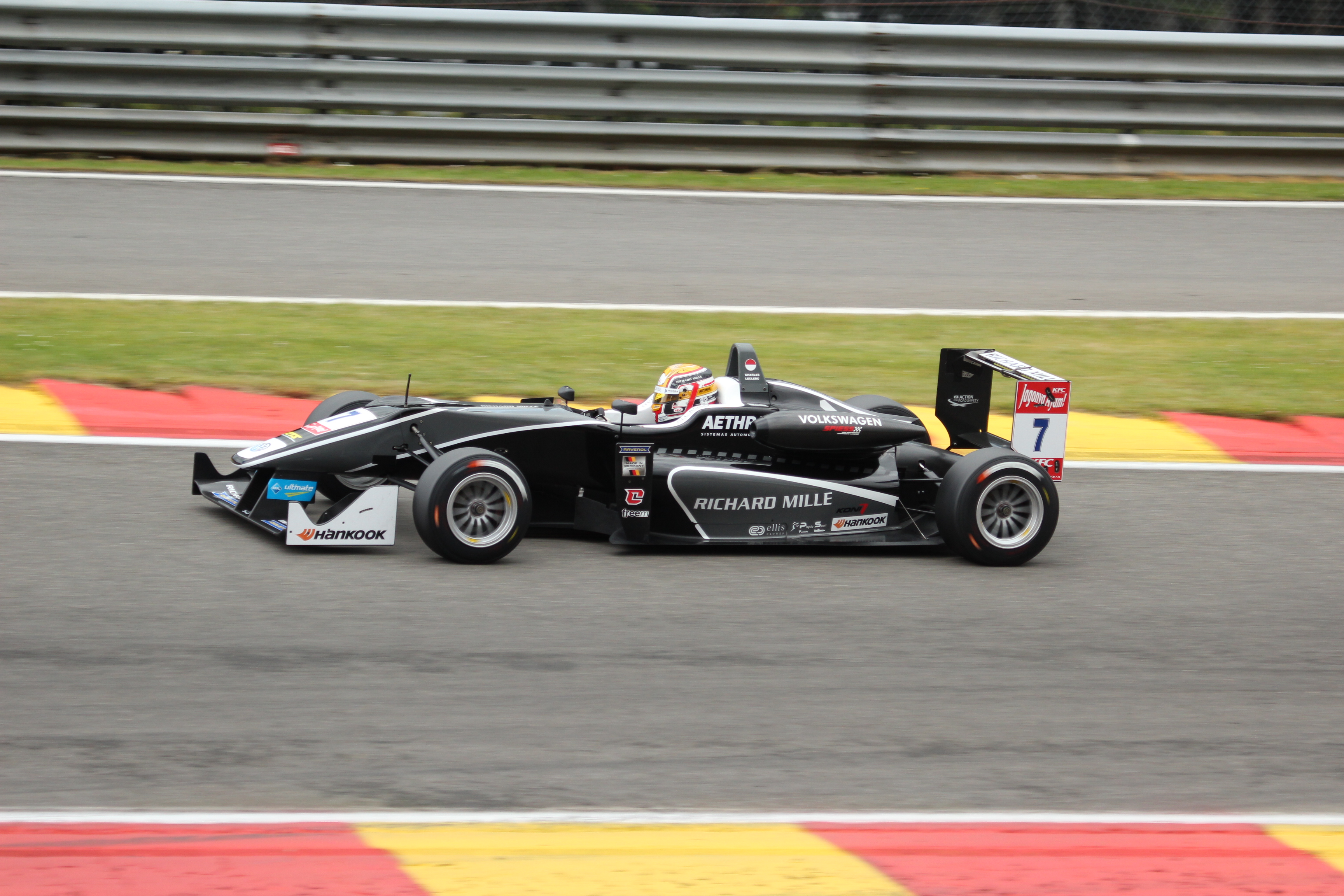
Leclerc a la Fórmula 3 Europea (2015).

Leclerc va debutar a Fórmula 3 l'any 2015, competint en el Campionat Europeu de Fórmula 3. A la primera ronda de la temporada, al circuit de Silverstone, Leclerc va acabar 12°, 2° i 1° en les tres carreres, respectivament. Va obtenir la seva segona victòria en la següent ronda a Hockenheimring, guanyant la tercera cursa, a més d'obtenir dos podis en les dues primeres curses. Leclerc va guanyar la seva tercera cursa en la primera cursa (de 3) a Spa-Francorchamps que li va atorgar el lideratge en el campionat.
Després d'aquesta data els resultats van decaure; no va pujar més al podi des de la 7a cursa; però això no li va impedir guanyar el Campionat de (Pilots) Novells.

### GP3 Series
El desembre del 2015, Leclerc va participar en les proves de post-temporada amb els equips ART Grand Prix i Arden International. El febrer de 2016, Nyck de Vries va confirmar que Leclerc correria en la temporada 2016. ART va signar amb Leclerc la setmana següent.
El monegasc finalment es consagraria campió amb un avantatge de 25 punts sobre el segon, Alexander Albon, amb un total de 3 victòries.

### Campionat de Fórmula 2 de la FIA

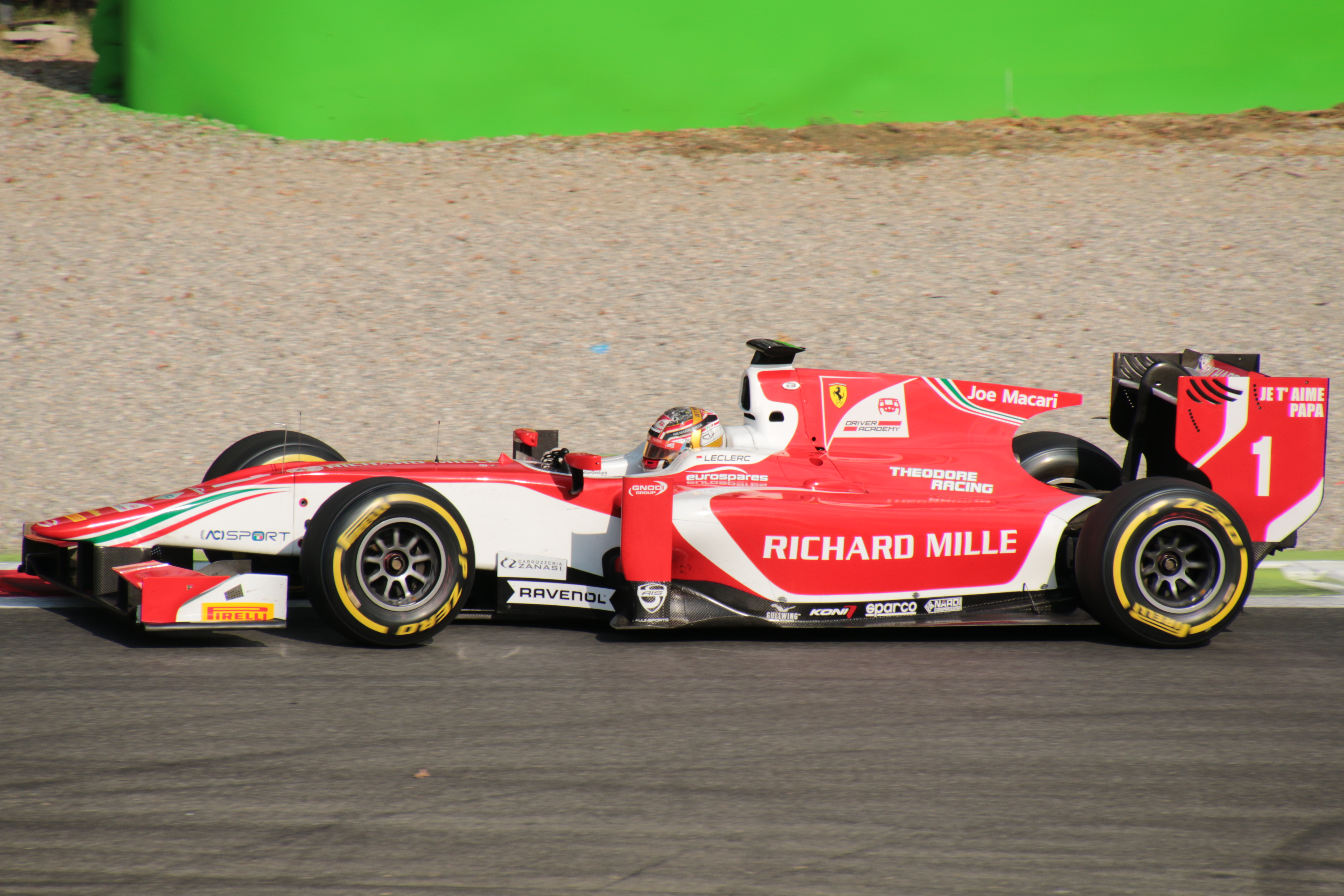
Charles Leclerc al Campionat de Fórmula 2 de la FIA 2017.

Leclerc va disputar la temporada 2017 del Campionat de Fórmula 2, successora de les GP2 Sèries, amb l'equip Prema. Va guanyar 2 de les 4 primeres curses del Campionat, però va tenir un doble abandonament a les curses del Principat de Mònaco. Després d'això, va tornar a guanyar a les curses llargues (Feature Race) de Bakú, Spielberg i Silverstone.
A l'octubre es va consagrar campió després de guanyar la cursa número 19 de la temporada, sumant la seva sisena victòria, a falta de disputar-se encara les tres últimes curses de la temporada.

### Fórmula 1

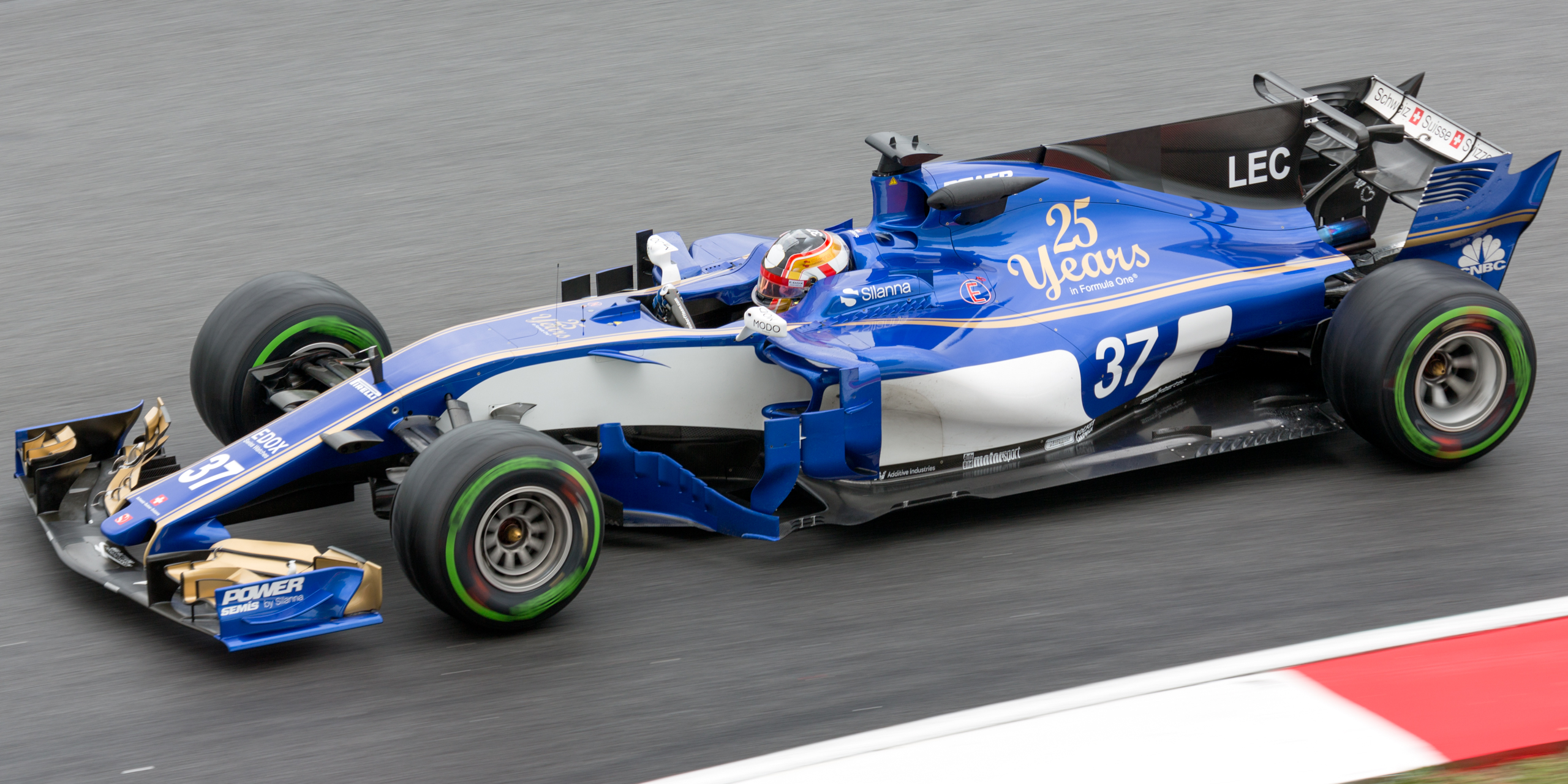
Leclerc en les proves lliures del Gran Premi de Malàisia del 2017, conduint un Sauber C36.

Al març del 2016, es va anunciar que Leclerc seria un dels dos conductors de l'Acadèmia de Pilots Ferrari i que seria pilot de desenvolupament per Haas F1 Team i la Scuderia Ferrari. Com a part del seu paper com a pilot de desenvolupament, Leclerc va participar en la sessió de pràctiques de 4 GGPP de la temporada.
Al setembre de l'any següent es va confirmar que el monegasc reemplaçaria a Marcus Ericsson a Sauber en els entrenaments lliures (FP1) dels GP de Malàisia, Estats Units, Mèxic i Brasil.

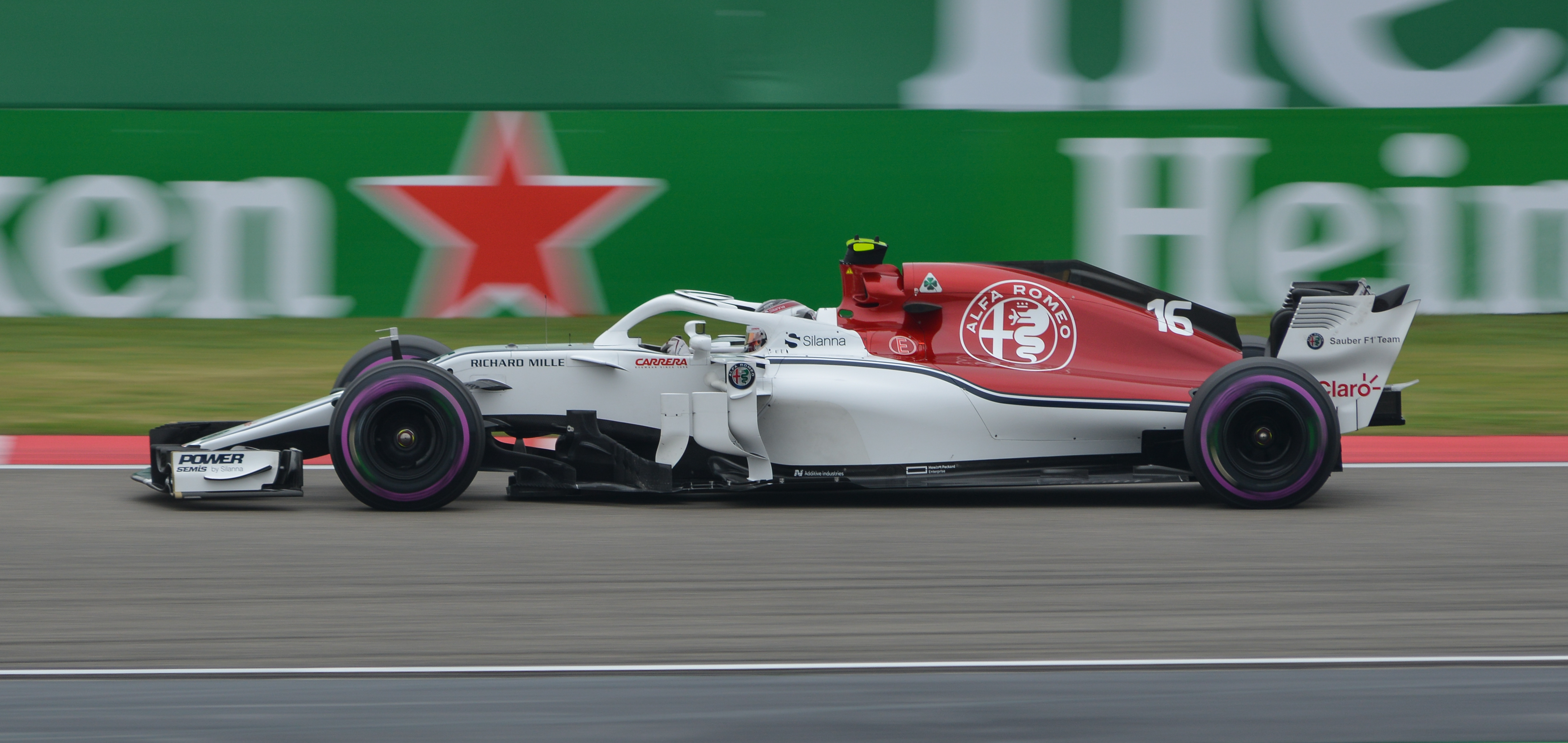
Charles en la seva tercera cursa de Fórmula 1 a la Xina'18.

#### Sauber (2017-2018)
Després de finalitzar la temporada 2017 de Fórmula 1, es va donar a conèixer l'associació de la companyia italiana Alfa Romeo amb l'equip Sauber, i pocs dies després es va presentar el monoplaça de la temporada 2018, al costat dels seus dos propers pilots: Marcus Ericsson i Charles Leclerc, aquest reemplaçant a Pascal Wehrlein.
Amb un gran inici en la temporada, Charles va aconseguir en tan sols 8 curses igualar al seu company Marcus Ericsson en punts (considerant que aquest portava 83 carreres, mentre Leclerc només en duia 8). A causa d'això i entre altres coses (com arribar a la Q3 i classificant-se com 8è a França o el 6è lloc a l'Azerbaidjan), els rumors apuntaren a una arribada a la Scuderia Ferrari, que fou ratificat al GP de Singapur del 2018.
Va tornar a sumar al Red Bull Ring, en un 9-10 de Sauber, que no puntuava amb els seus dos pilots des d'inicis de la temporada del 2015 (GP Austràlia 2015). i acabà la temporada en 13a posició amb 39 punts contra els 10 punts d'Ericsson.

#### Ferrari (2019-)

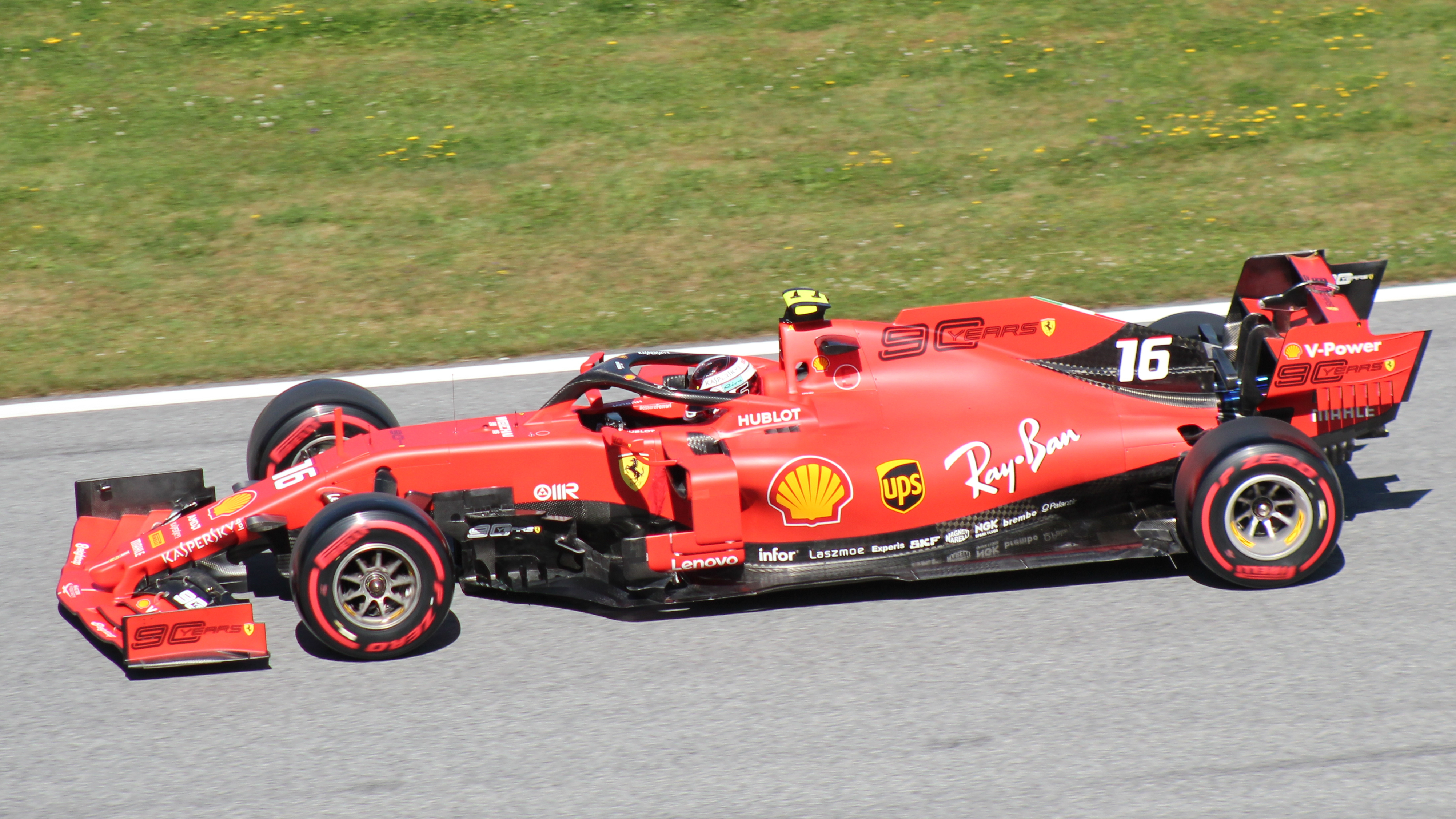
Leclerc al seu SF90 durant el Gran Premi d'Àustria (2019).

El setembre de 2018, es va confirmar que Leclerc seria el company de Sebastian Vettel i substitut de Kimi Räikkönen a la Scuderia Ferrari a partir de 2019. Quan això succeeixi, es convertí en el segon pilot més jove a córrer amb la Scuderia Ferrari, només darrere de Ricardo Rodríguez, que ho va fer amb menys de vint anys la temporada 1961. El març de 2019, el pilot monegasc aconseguí la primera pole position a Bahrain, però amb la fallada dels injectors del monoplaça (que el van deixar amb un motor capat en termes de potència), li va costar la victòria en favor de Lewis Hamilton (i el 2n lloc, a favor de Valtteri Bottas), però aconsegueix el seu primer podi, en travessar la meta en 3a posició.
L'1 de setembre de 2019, va aconseguir la seva primera victòria a la Fórmula 1 amb la Scuderia Ferrari al traçat de Spa-Francorchamps, victoria que no es va poder celebrar degudament, ja que, al dia anterior (durant la Feature Race de la F2 del GP de Bèlgica), es va lamentar la pèrdua del pilot de F2 Anthoine Hubert. Una setmana següent va aconseguir la seva segona victòria a casa de Ferrari, en el traçat italià de Monza, i aconseguí la victòria per a Ferrari després de deu anys en territori italià. Leclerc finalitzà la temporada al quart lloc, amb 264 punts, per davant del seu company d'equip (Vettel) i va anotar 2 victòries i 7 pole positions. Al 23 de desembre, el pilot firmà la pròrroga del contracte amb la Scuderia Ferrari per cinc anys més.
La següent temporada, amb un Ferrari bastant pitjor que els anys anteriors (per la sanció tècnica aplicada per la FIA per als motors del 2019, que consistia en la baixada del flux de carburant al motor), va aconseguir una segona posició a la primera cursa del circuit d'Àustria. Després a la segona carrera d'aquest traçat va haver d'abandonar per una col·lisió amb el seu company d'equip. A Hongria va patir amb la gestió de les gomes per una estratègia qüestionable de l'equip, però es va refer en les dues carreres de la Gran Bretanya. A la primera va aconseguir pujar al podi amb una tercera posició esdevinguda gràcies a una punxada en el cotxe de Valtteri Bottas. Així i tot, en la segona carrera va remuntar des de la vuitena posició fins a la quarta. Després va estar 3 carreres sense puntuar, problema mecànic a Espanya, baix rendiment dels Ferrari a Bèlgica on van quedar tretzè Sebastian Vettel i en posició 14 Leclerc. A continuació, a Monza, va tenir un fort impacte en l'últim revolt d'aquest traçat. Va tornar als punts al Gran Premi de la Toscana, amb una vuitena posició (havent classificat cinquè), a Rússia amb una sisena gestionant molt bé les rodes (i amb l'ajuda de Vettel, que va frenar a l'Esteban Ocon anant l'alemany a estratègia canviada respecte a Leclerc) i en setena posició al circuit alemany de Nürburgring, on va aconseguir partir d'una quarta posició bastant inesperada.

## Resultats

### Campionat Europeu de Fórmula 3 de la FIA
(Clau) (negreta indica pole position) (cursiva indica volta ràpida)
| Any  | Equip                 | 1        | 2     | 3       | 4       | 5     | 6       | 7       | 8     | 9     | 10      | 11        | 12    | 13    | 14      | 15      | 16    | 17      | 18      | 19      | 20        | 21       | 22      | 23      | 24      | 25      | 26      | 27      | 28      | 29      | 30      | 31      | 32       | 33       | Pos. | Puntos |
| ---- | --------------------- | -------- | ----- | ------- | ------- | ----- | ------- | ------- | ----- | ----- | ------- | --------- | ----- | ----- | ------- | ------- | ----- | ------- | ------- | ------- | --------- | -------- | ------- | ------- | ------- | ------- | ------- | ------- | ------- | ------- | ------- | ------- | -------- | -------- | ---- | ------ |
| 2015 | Van Amersfoort Racing | SIL 1 12 | SIL 2 | SIL 3 1 | HOC 1 3 | HOC 2 | HOC 3 1 | PAU 1 3 | PAU 2 | PAU 3 | MNZ 1 5 | MNZ 2 Ret | MNZ 3 | SPA 1 | SPA 2 6 | SPA 3 2 | NOR 1 | NOR 2 3 | NOR 3 4 | ZAN 1 5 | ZAN 2 Ret | ZAN 3 10 | RBR 1 6 | RBR 2 4 | RBR 3 6 | ALG 1 6 | ALG 2 7 | ALG 3 7 | NÜR 1 4 | NÜR 2 5 | NÜR 3 5 | HOC 1 8 | HOC 2 10 | HOC 3 21 | 4º   | 363.5  |

### GP3 Sèries
(Clau) (negreta indica pole position) (cursiva indica volta ràpida)
| Any  | Equip          | 1         | 2         | 3         | 4           | 5         | 6         | 7         | 8         | 9         | 10        | 11        | 12        | 13        | 14          | 15        | 16        | 17          | 18        | Pos. | Punts |
| ---- | -------------- | --------- | --------- | --------- | ----------- | --------- | --------- | --------- | --------- | --------- | --------- | --------- | --------- | --------- | ----------- | --------- | --------- | ----------- | --------- | ---- | ----- |
| 2016 | ART Grand Prix | CAT FEA 1 | CAT SPR 9 | RBR FEA 1 | RBR SPR Ret | SIL FEA 2 | SIL SPR 3 | HUN FEA 6 | HUN SPR 3 | HOC FEA 5 | HOC SPR 3 | SPA FEA 1 | SPA SPR 6 | MNZ FEA 4 | MNZ SPR Ret | SEP FEA 3 | SEP SPR 5 | YMC FEA Ret | YMC SPR 9 | 1º   | 202   |

### Campionat de Fórmula 2 de la FIA
(Clau) (negreta indica pole position) (cursiva indica volta ràpida)
| Any  | Equip        | 1         | 2         | 3         | 4         | 5           | 6           | 7         | 8         | 9         | 10          | 11        | 12        | 13        | 14        | 15          | 16        | 17         | 18        | 19        | 20        | 21        | 22        | Pos. | Punts |
| ---- | ------------ | --------- | --------- | --------- | --------- | ----------- | ----------- | --------- | --------- | --------- | ----------- | --------- | --------- | --------- | --------- | ----------- | --------- | ---------- | --------- | --------- | --------- | --------- | --------- | ---- | ----- |
| 2017 | Prema Racing | BHR FEA 3 | BHR SPR 1 | CAT FEA 1 | CAT SPR 4 | MON FEA Ret | MON SPR Ret | BAK FEA 1 | BAK SPR 2 | RBR FEA 1 | RBR SPR Ret | SIL FEA 1 | SIL SPR 5 | HUN FEA 4 | HUN SPR 4 | SPA FEA DSQ | SPA SPR 5 | MNZ FEA 17 | MNZ SPR 9 | JER FEA 1 | JER SPR 7 | YMC FEA 2 | YMC SPR 1 | 1º   | 282   |

### Fórmula 1
(Clau) (negreta indica pole position) (cursiva indica volta ràpida)
| Any  | Escuderia                 | 1      | 2       | 3      | 4     | 5       | 6       | 7      | 8       | 9     | 10      | 11      | 12      | 13      | 14     | 15     | 16      | 17      | 18      | 19     | 20      | 21    | 22    | Pos. | Punts |
| ---- | ------------------------- | ------ | ------- | ------ | ----- | ------- | ------- | ------ | ------- | ----- | ------- | ------- | ------- | ------- | ------ | ------ | ------- | ------- | ------- | ------ | ------- | ----- | ----- | ---- | ----- |
| 2016 | Haas F1 Team              | AUS    | BHR     | XIN    | RUS   | ESP     | MON     | CAN    | EUR     | AUT   | GBR TD  | HON TD  | ALE TD  | BEL     | ITA    | SIN    | MYS     | JPN     | USA     | MEX    | BRA TD  | ABU   |       |      |       |
| 2017 | Sauber F1 Team            | AUS    | XIN     | BHR    | RUS   | ESP     | MON     | CAN    | AZE     | AUT   | GBR     | HON     | BEL     | ITA     | SIN    | MYS TD | JPN     | USA TD  | MEX TD  | BRA TD | ABU     |       |       |      |       |
| 2018 | Alfa Romeo Sauber F1 Team | AUS 13 | BHR 12  | XIN 19 | AZE 6 | ESP 10  | MON 18≠ | CAN 10 | FRA 10  | AUT 9 | GBR Ret | GER 15≠ | HON Ret | BEL Ret | ITA 11 | SIN 9  | RUS 7   | JAP Ret | USA Ret | MEX 7  | BRA 7   | ABU 7 |       | 13r  | 39    |
| 2019 | Scuderia Ferrari          | AUS 5  | BHR 3   | XIN 5  | AZE 5 | ESP 5   | MON Ret | CAN 3  | FRA 3   | AUT 3 | GBR 3   | GER Ret | HON 4   | BEL 1   | ITA 1  | SIN 2  | RUS 3   | JAP 6   | MEX 4   | EUA 3  | BRA 18≠ | ABU 3 |       | 4t   | 264   |
| 2020 | Scuderia Ferrari          | AUT 2  | EST Ret | HON 11 | GBR 3 | 70A 4   | ESP Ret | BEL 14 | ITA Ret | TOS 8 | RUS 6   | EIF 7   | POR 4   | EMI 5   | TUR 4  | BHR 10 | SAK Ret | ABU 13  |         |        |         |       |       | 8t   | 98    |
| 2021 | Scuderia Ferrari          | BHR 6  | EMI 4   | POR 6  | ESP 4 | MON DNS | AZE 4   | FRA 16 | EST 7   | AUT 8 | GBR 2   | HON Ret | BEL -   |         |        |        |         |         |         |        |         |       |       | 7t   | 80*   |
| 2022 | Scuderia Ferrari          | BHR1   | ARA 2   | AUS 1  | EMI6  | MIA 2   | ESPDNF  | MON4   | AZE DNF | CAN5  | GBR4    | AUT1    | FRADNF  | HON6    | BEL6   | PBA3   | ITA2    | SIN2    | JAP3    | EUA3   | MEX6    | SAO4  | ABU 2 | 2n   | 308   |

- ≠ El pilot no va acabar el Gran Premi, però es va classificar en completar el 90% de la distància total.
- * Temporada en progrés.